# Ахохов, Асланби Нахович
Асланби Нахович Ахохов (кабард.-черк. Ахъуэхъу Нахъуэ и къуэ Аслъэнбий; 15 января 1912, Кундетово II, Терская область, Российская империя — 5 марта 1980, Нальчик, Кабардино-Балкарская АССР, РСФСР) — советский партийный и государственный деятель, Председатель Совета Министров Кабардино-Балкарской АССР (1957—1969).

## Биография
Родился в 1912 году в селе Кундетово II (ныне Чегем Второй) Терской области.
В 1931 году окончил педагогический техникум (ныне КБГУ) в Нальчике, в 1952 году — Высшую партийную школу при ЦК КПСС. Член ВКП(б) с 1941 года.
С июля 1969 года — персональный пенсионер союзного значения.
Находясь на пенсии, до конца жизни являлся председателем правления республиканского общества охотников и рыболовов.
Депутат Верховного Совета СССР 4-7-го созывов. Избирался делегатом 21-23-го съездов КПСС. Неоднократно избирался депутатом Верховного Совета, членом Президиума Верховного Совета Кабардино-Балкарской АССР.

### Послужной список
- июнь-октябрь 1931 г. — председатель заводского комитета Аргуданского клепочного завода Кабардинской АССР,
- 1931—1932 гг. — председатель областного комитета профсоюза финансово-банковских работников.
- 1932—1933 гг. — ответственный инструктор областного исполкома Кабардинской АССР,
- 1933—1934 гг. — секретарь Нагорного районного комитета ВЛКСМ,
- 1934—1936 гг. — ответственный инструктор обкома ВЛКСМ Кабардинской АССР,
- 1936—1937 гг. — секретарь Баксанского районного комитета ВЛКСМ,
- 1937—1940 гг. — председатель межрайонного потребительского союза Нагорного района Кабардинской АССР,
- 1940—1941 гг. — председатель Районной плановой комиссии Зольского района Кабардинской АССР,
- май-июль 1941 гг. — слушатель областных партийных курсов (г. Нальчик),
- июль-декабрь 1941 г. — заведующий отделом пропаганды и агитации Прималкинского районного комитета ВКП(б) Кабардинской АССР.
- 1946—1948 гг. — председатель Советского районного исполнительного комитета Кабардинской АССР,
- 1948—1949 гг. — первый секретарь районного комитета ВКП(б) Эльбрусского района Кабардинской АССР,
- 1949—1952 гг. — слушатель Высшей партийной школы при ЦК КПСС,
- 1952—1957 гг. — второй секретарь Кабардино-Балкарского областного комитета КПСС,
- 1957—1969 гг. — председатель Совета Министров Кабардино-Балкарской АССР.

### Участие в Великой Отечественной войне
Активный участник Великой Отечественной войны:
- 1941—1942 гг. — в 115-й кавалерийской дивизии Северо-Кавказского фронта,
- 1942—1943 гг. — в составе 10-го гвардейского стрелкового корпуса Северо-Кавказского фронта,
- 1943—1945 гг. — заместитель командира 900-го отдельного инженерного батальона, 10-го гвардейского стрелкового корпуса 4-го, затем 3-го и 2-го Украинского фронтов.
- 1945—1946 гг. — заместитель командира 309-го стрелкового полка 109-й стрелковой дивизии, 18-го стрелкового корпуса 2-го Украинского, затем Забайкальского фронта Восточно-Сибирского военного округа.

Во время боевых операций А. Н. Ахохов всегда находился на самых ответственных участках, личным примером воодушевляя кавалеристов полка в тяжёлых кровопролитных боях на Дону. О личном бесстрашии Ахохова говорит следующий эпизод. Комсорг полка 115-й Кавалерийской дивизии Г. А. Жигунов вспоминал: «Здесь, на обратном пути к штабу полка, к нам подошёл старший политрук А. Н. Ахохов. Я ему рассказал всё, что произошло в 3-м эскадроне, об этом наступлении ночью. Он у меня попросил одну противотанковую гранату. Ахохов взял гранату с целью подорвать танк перед тем, как сложить голову, если ситуация этого потребует.»
Участвовал в освобождении Украины, Молдавии, Румынии, Болгарии, Югославии, Венгрии, Австрии, в потом в должности заместителя командира по политчасти 309-го гвардейского краснознаменного стрелкового полка — в освобождении Чехословакии.

## Награды и звания
- орден Ленина (1957)
- орден Трудового Красного Знамени — два (1962, 1966)
- орден Отечественной войны I и II степеней (1945)
- орден Красной Звезды (1943)
- медаль «За оборону Кавказа»
- медаль «За победу над Германией в Великой Отечественной войне 1941—1945 гг.»
- медаль «За победу над Японией»
- медаль «За взятие Будапешта»
- медаль «За взятие Вены»
- медаль «За освобождение Белграда»